# Balkan-Bulgarian-Airlines-Flug 107
Am 16. März 1978 verunglückte eine Tupolew Tu-134 auf dem Balkan-Bulgarian-Airlines-Flug 107 von Sofia nach Warschau nahe der bulgarischen Ortschaft Gabare. An Bord befanden sich 73 Insassen, die alle ums Leben kamen. Es ist mit Stand Oktober 2017 der schwerste Flugunfall in Bulgarien. Die Ursache des Absturzes ist unbekannt.

## Insassen
An Bord befanden sich unter anderem Vertreter der polnischen Regierung wie der Kultusminister Janusz Wilhelmi sowie mehrere Sportmannschaften. Darunter waren fünf Radsportler der polnischen Bahnnationalmannschaft (Tadeusz Włodarczyk, Witold Stachowiak, Marek Kolasa, Krzysztof Otocki und Jacek Zdaniuk), die sich in Bulgarien in einem Trainingslager aufgehalten hatten. Ein Betreuer hatte kurzfristig den Platz des sechsten Radsportlers (Sylwester Pokropek) eingenommen, da er dringend zurück nach Polen musste. Da Pokropek seinen Zimmerschlüssel verlegt hatte, kam er als Letzter zum Frühstück und wurde deshalb dazu bestimmt, nicht mit dem Flugzeug, sondern mit dem Auto nach Polen zurückzureisen. Des Weiteren waren mehrere bulgarische Sportler der Rhythmischen Sportgymnastik an Bord, darunter die Trainerin Schulieta Schischmanowa.

## Unfallhergang
Um 13:24 Uhr bekam Flugkapitän Hristo Hristov die Startgenehmigung für den Flug. Kurz nach 14 Uhr hatte die Maschine eine Höhe von 5000 Metern erreicht, als sie plötzlich eine 270-Grad-Kurve flog und dann vom Radar verschwand. Das Flugzeug schlug nahe Gabar auf freiem Feld auf und explodierte; die Kraftstofftanks waren noch fast vollständig gefüllt gewesen. Die Explosion war kilometerweit zu hören, und Augenzeugen berichteten, dass die Körper der Insassen in kleinsten Teilen über eine große Fläche verteilt waren. Innerhalb kürzester Zeit war die Unfallstelle vom bulgarischen Militär abgeriegelt.
Bald kursierten in Polen zahlreiche Gerüchte über die Unfallursache. Da das Militär recht schnell am Unfallort gewesen war, gab es unter anderem die Theorie, das Flugzeug sei versehentlich von den bulgarischen Luftstreitkräften abgeschossen worden, die einen Stützpunkt in der Nähe hatten.

## Gedenkstätten
An der Unfallstelle wurde ein Gedenkstein errichtet, der allerdings nicht zugänglich ist. Am Eingang des Velodroms BGŻ BNP Paribas Arena im polnischen Pruszków wurde fast 40 Jahre später eine Tafel zur Erinnerung an die toten Radsportler enthüllt.